# Ерін Гартвелл
Ерін Гартвелл (англ. Erin Hartwell, 10 червня 1969) — американський велогонщик.
Срібний призер Олімпійських Ігор 1996 року в гіті на 1 км, бронзовий призер 1992 року в гіті на 1 км, учасник 2000 року.
Бронзовий призер Чемпіонату світу з трекових велоперегонів 1995 (гіт на 1000 м), 1995 (командний спринт) років.